# Paragonimus
Paragonimus is een geslacht van parasitaire platwormen waaronder de meest voorkomende soort Paragonimus westermani die in Azië bij mensen de ziekte paragonimiasis veroorzaakt. Volwassen wormen uit dit geslacht zijn tot 15 mm lang en 8 mm breed.

## Beschrijving
Deze parasiet heeft een ingewikkelde levenscyclus waarbij een waterslak en een kreeftachtige als tussengastheer optreden en een zoogdier de uiteindelijke gastheer is. Er zijn 20 soorten en nog meer ondersoorten beschreven en van ruim tien soorten is bekend dat mensen ermee besmet kunnen raken.

### Levenscyclus
De ziekte paragonimiasis wordt veroorzaakt door het eten van zoetwaterkreeften en andere kreeftachtigen die niet voldoende zijn doorgekookt. Hierin bevinden zich ingekapselde larven (metacercaria). Deze larven dringen via het maag-darmstelsel de buikholte in en boren zich door het middenrif en komen zo terecht in de longen waar ze eieren leggen en ze zich inkapselen. De eitjes zijn microscopisch klein. Deze eitjes worden opgehoest en kunnen direct, of via ontlasting in het water terechtkomen. Daar komen de eitjes uit en veranderen in een vrijlevende larve (het miracidium-stadium) die zich ook met trilhaartjes voortbeweegt. Deze larven zoeken een slak op. Er zijn 54 soorten slakken bekend uit de klasse Neotaenioglossa die als tussengastheer kunnen optreden. De larven verlaten de slakken en verplaatsen zich opnieuw in een vrij levend stadium (cercaria-stadium) en nestelen zich in een kreeftachtige.

### Taxonomische indeling
- Geslacht Paragonimus
  - Paragonimus africanus
  - Paragonimus bangkokensis
  - Paragonimus harinasutai
  - Paragonimus heterotremus
  - Paragonimus hokuoensis
  - Paragonimus iloktsuenensis
  - Paragonimus kellicotti
  - Paragonimus macrorchis
  - Paragonimus mexicanus
  - Paragonimus microrchis
  - Paragonimus miyazakii
  - Paragonimus ohirai
  - Paragonimus paishuihoensis
  - Paragonimus proliferus
  - Paragonimus pseudoheterotremus
  - Paragonimus sadoensis
  - Paragonimus siamensis
  - Paragonimus skrjabini
  - Paragonimus vietnamensis
  - Paragonimus westermani